# NGC 397
NGC 397 is een elliptisch sterrenstelsel in het sterrenbeeld Vissen. Het hemelobject ligt ongeveer 230 miljoen lichtjaar van de Aarde verwijderd en werd op 6 december 1866 ontdekt door de Ierse astronoom Robert Stawell Ball.

## Synoniemen
- PGC 4051
- MCG 5-3-64
- ZWG 501.96
- NPM1G +32.0048